# Pozla Gora
Pozla Gora je naselje u Republici Hrvatskoj, u sastavu Općine Pojezerje, Dubrovačko-neretvanska županija. 

## Stanovništvo
Prema popisu stanovništva iz 2001. godine, naselje je imalo 64 stanovnika te 15 obiteljskih kućanstava. Prema popisu stanovništva iz 2011. Pozla Gora je imala 62 stanovnika.
| broj stanovnika | 725   | 859   | 391   | 769   | 582   | 673   | 858   | 810   | 438   | 392   | 334   | 203   | 122   | 110   | 64    | 62    | 46    |
|                 | 1857. | 1869. | 1880. | 1890. | 1900. | 1910. | 1921. | 1931. | 1948. | 1953. | 1961. | 1971. | 1981. | 1991. | 2001. | 2011. | 2021. |

## Sakralni objekti
| Crkva Male Gospe |  | Crkva Male Gospe   |
| Crkva Male Gospe |  | Crkva sv. Mihovila |

### Crkva Male Gospe
Betonska crkva duga 14 i široka 7 metara počela se graditi za vrijeme župnika don Ante Matešana, a dovršena je početkom 1990-tih. Pročelje sa zvonikom obloženo je kamenim pločama za vrijeme župnika don Dražena Dukića, 2003. i 2004. Crkva pripada župi sv. Nikole biskupa u Otrić-Seocima.

### Crkva svetog Mihovila u Struzima
Sagrađena je u prvoj polovici 18. stoljeća, a spominje se 1733. godine kao župna crkva. Status župne crkve trajao je do 1798., kada je župna crkva postala crkva Sv. Nikole u Otrićima. Duga je 14 a široka 5,5 metara, a i ona je više puta produljivana. Oko ove crkve nalazi se staro groblje.